# غوس جيل
غوس جيل (بالإنجليزية: Gus Gil) هو لاعب كرة قاعدة أمريكي، ولد في 19 أبريل 1939 في كاراكاس في فنزويلا، وتوفي في 8 ديسمبر 2015 في فينيكس في الولايات المتحدة.

## وصلات خارجية
- غوس جيل على موقع دوري كرة القاعدة الرئيسي (الإنجليزية)
- غوس جيل على موقعبيزبول رفرنس.كوم (الدوري الرئيسي) (الإنجليزية)
- غوس جيل على موقعبيزبول رفرنس.كوم (الدوري الثانوي) (الإنجليزية)
- غوس جيل على موقع إي إس بي إن.كوم (أم.أل.بي) (الإنجليزية)
- غوس جيل على موقع مشجعي الرسوم البيانية (الإنجليزية)